# Musikåret 1880

## Händelser
- okänt datum – Richard Strauss första stora verk, en symfoni i d-moll, har premiär.
- okänt datum – Richard Wagner publicerar sin självbiografi Mein Leben.

## Födda
- 5 januari – Nikolaj Medtner, rysk tonsättare.
- 3 april – Yngwe Nyquist, svensk skådespelare, opera- och operettsångare.
- 4 april – Elvin Ottoson, svensk sångare, skådespelare och regissör.
- 10 maj – Robert Jonsson, svensk skådespelare och sångare.
- 13 juni – Vincent Rose, amerikansk kompositör, orkesterledare och musiker.
- 5 juli – Jan Kubelík, tjeckisk violinist.
- 24 juli – Ernest Bloch, amerikansk tonsättare.
- 25 augusti – Robert Stolz, österrikisk tonsättare.
- 19 september – José Gomes Abreu, brasiliansk tonsättare.
- 20 september – Ildebrando Pizzetti, italiensk tonsättare.
- 27 september – Jacques Thibaud, fransk violinist.
- 3 oktober – Gustaf Bergman, svensk skådespelare, teaterchef, manusförfattare och operaregissör.
- 2 november – John Foulds, engelsk tonsättare.

## Avlidna
- 23 mars – Gustaf Mankell, 67, svensk tonsättare.
- 29 mars – Jacob Axel Josephson, 62, svensk tonsättare.
- 31 mars – Henryk Wieniawski, 44, polsk tonsättare och violinist.
- 9 maj – Herman Berens, 54, tysk-svensk tonsättare, dirigent och pianist.
- 17 augusti – Ole Bull, 70, norsk tonsättare.
- 5 oktober – Jacques Offenbach, 61, fransk tonsättare.
- 7 oktober – Fredrika Stenhammar, 44, svensk operasångare (sopran).
- 8 november – Jacob Edvard Gille, 66, svensk tonsättare.
- 20 november – Israel Sandström, 56, svensk organist och tonsättare.
- 24 november – Napoléon Henri Reber, 73, fransk tonsättare.